# Кавенчин (Ліпський повіт)
Кавенчин (пол. Kawęczyn) — село в Польщі, у гміні Цепелюв Ліпського повіту Мазовецького воєводства.